# Ulotrichopus tessmanni
Ulotrichopus tessmanni är en fjärilsart som beskrevs av M.Gaede 1936. Ulotrichopus tessmanni ingår i släktet Ulotrichopus och familjen nattflyn. Inga underarter finns listade i Catalogue of Life.